# Ștefan Dănilă
Ștefan Dănilă (n. 14 mai 1965, Târgu Neamț) este un general român, care a îndeplinit funcția de șef al Statului Major General al Armatei Române, în perioada 1 ianuarie 2011 - 1 ianuarie 2015, fiind primul general din arma aviație care a ocupat această funcție.

## Biografie
Ștefan Dănilă s-a născut în orașul Târgu Neamț și a urmat cursurile Școlii generale nr.1 din orașul natal. A activat în garnizoanele Deveselu, Bacău și București. Este căsătorit și are o fiică, Delia-Simina, absolventă a Facultății de Științe Politice din cadrul Școlii Naționale de Științe Politice și Administrative,

## Educație și formare
După absolvirea Liceului Militar „Ștefan cel Mare” din Câmpulung Moldovenesc, în 1983, a urmat cursurile Școala Militară de Ofițeri de Aviație „Aurel Vlaicu” din Boboc - secția naviganți, pe care le-a absolvit în anul 1987, cu gradul de locotenent și brevetul de pilot militar. Între 1998-2000 a urmat cursurile Facultății Interarme din cadrul Academiei de Înalte Studii Militare. 
A urmat cursurile de carieră, nivel și specializare specifice, necesare pentru avansarea succesivă în grad și ocuparea diferitelor funcții pe care le-a deținut. Cele mai importante sunt „Cursul postuniversitar de perfecționare în conducerea marilor unități operative din Forțele Aeriene”, în cadrul Colegiului de Război (2005) și cursul cu tematica „Probleme actuale ale securității naționale”, organizat de Colegiul Național de Apărare. 
În anul 2009, a obținut, titlul academic de „Doctor în Științe Militare” la Universitatea Națională de Apărare „Carol I”, cu lucrarea „Securitatea aeriană în contextul globalizării”, având ca îndrumător pe generalul de flotilă aeriană Florentin Râpan.:p. 9

## Cariera militară

### În Forțele Aeriene
După absolvirea școlii militare de ofițeri a fost repartizat ca pilot de MiG-21 la regimentul de aviație de vânătoare dislocat pe aerodromul Deveselu. 

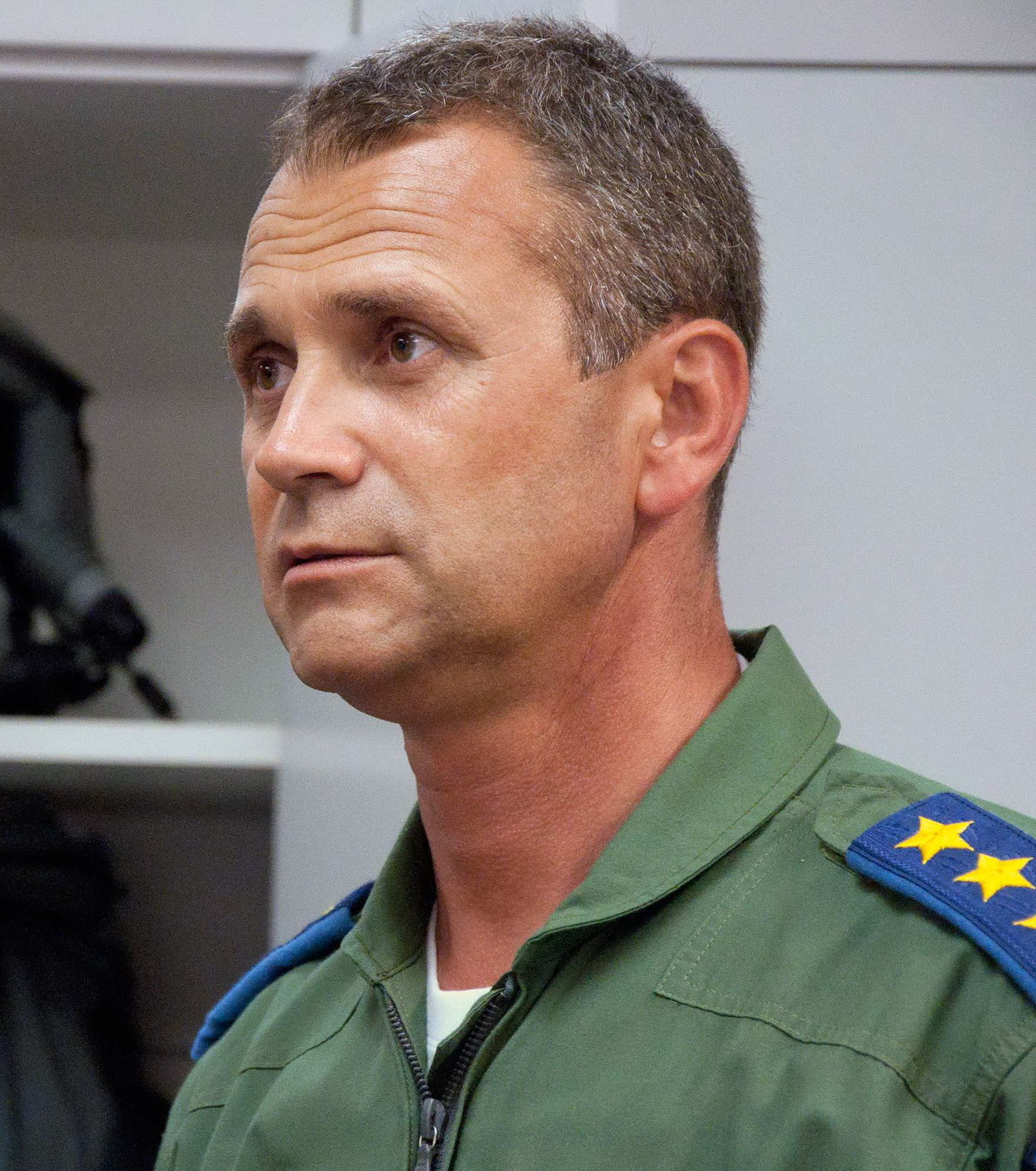
Generalul Ștefan Dănilă

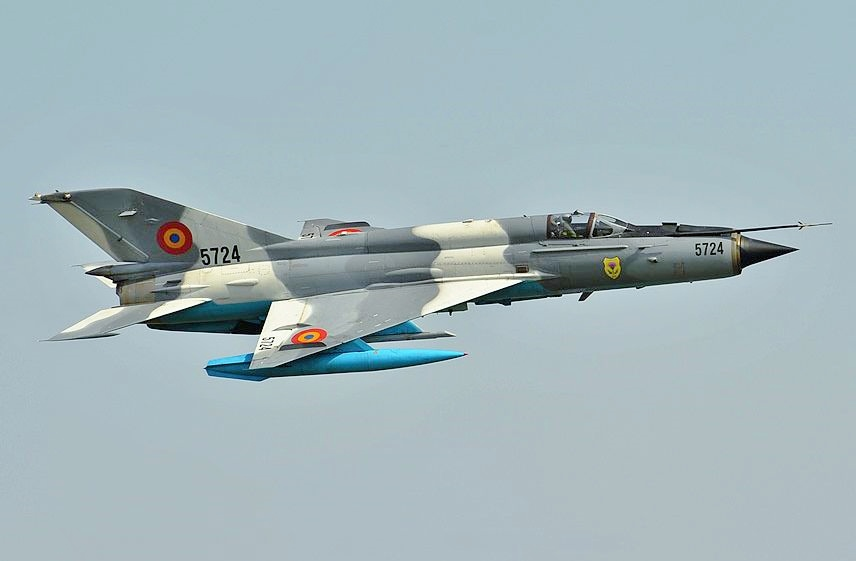
MiG-21 Lancer C

În anul 1990 a fost mutat ca pilot vânătoare la Centrul de Trecere pe Avionul Supersonic, de la Bacău, comandat de colonelul Vladimir Buzdugan. În 1997 a făcut trecerea pe avionul MiG-21 LanceR, varianta modernizată a lui MiG-21. După o întrerupere de doi ani, între 1998-2000, în care a urmat cursurile Academiei de Înalte Studii Militare a revenit la Bacău, îndeplinind, succesiv, funcții de: șef de birou, comandant de escadrilă și comandant de grup de aviație (împuternicit).
După absolvirea Cursului postuniversitar de perfecționare în conducerea marilor unități operative din Forțele Aeriene (2005), prin ordinul șefului Statului Major al Forțelor Aeriene – generalul Gheorghe Catrina, a fost mutat la comandamentul Statului Major al Forțelor Aeriene din București, ca șef de secție în Serviciul de instrucție. În această poziție a coordonat elaborarea unor instrucțiuni și reglementări specifice pentru instrucția în zbor, a condus exerciții naționale și internaționale și a făcut parte din grupul de coordonare a spectacolului aerian aniversar ROIAS-2006, sub comanda generalului-maior Ion Ștefan.
În aprilie 2008, a fost numit comandant al Bazei 95 Aeriene din Bacău, ocupând prima funcție de general din carieră. În această calitate a  primit drapelul de luptă al marii unități de aviație, din partea șefului Statului Major al Forțelor Aeriene, generalul Constantin Croitoru. În alocuțiunea rostită cu ocazia preluării comenzii, comandorul Ștefan Dănilă preciza obiectivele pe care le va urmări în noua funcție:
„În urmă cu trei ani, când am părăsit baza pentru a mă pregăti la eșalonul superior, am spus că mă voi întoarce pe o funcție mai mare, ceea ce s-a și întâmplat. Îmi propun să mențin unitatea la standardul pe care îl are, Baza de la Bacău fiind una dintre cele mai bune din țară.”
În luna septembrie a aceluiași an, a fost numit comandant al Flotilei 90 Transport Aerian, dislocată la baza aeriană de la Otopeni. Începând cu acest an și-a încheiat cariera de pilot de vânătoare devenind, de pilot de aviație de transport, după absolvirea cursului de trecere pe aeronava C-130 Hercules. 
La data de 25 octombrie 2009 a fost avansat la gradul de general de flotilă aeriană (cu o stea).

### Șef al Statului Major General

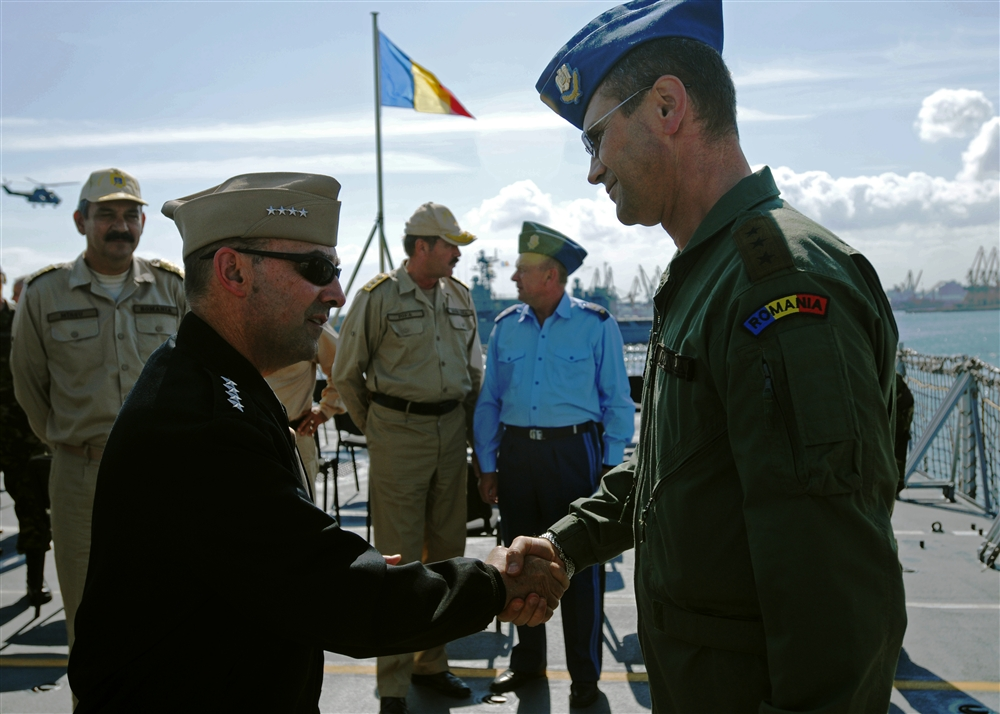
Cu amiralul James G. Stavridis, comandantul suprem al Forțelor Aliate din Europa

La data de 1 octombrie 2010 generalul de flotilă aeriană Ștefan Dănilă a fost mutat în Statul Major General, fiind numit în funcția de locțiitor al șefului Statului Major General, amiralul Gheorghe Marin. Numirea pe această funcție îl făcea eligibil pentru funcția de șef al Statului Major General, conform prevederilor Legii nr. 346 din 21 iulie 2006 (art.32, alin.5), care stipula că „în funcția de șef al Statului Major General poate fi numit locțiitorul acestuia sau unul dintre șefii categoriilor de forțe ale Armatei”. La 1 decembrie 2010, a fost avansat la gradul de general maior (cu două stele).
În urma trecerii în rezervă a amiralului Marin, generalul-maior Ștefan Dănilă a fost numit șef al Statului Major General, începând cu data de 1 ianuarie 2011. Ceremonia de predare-primire a Drapelului de Luptă al Statului Major General și conducerii Armatei României a avut loc la sediul Ministerului Apărării Naționale, la data de 27 decembrie 2010. În discursul de investire, ministrul apărării naționale, Gabriel Oprea, sublinia simbolistica evenimentului, precizând că este un moment cu semnificații aparte, întrucât pentru prima dată în istoria recentă a Armatei României, un pilot de avioane supersonice de luptă preia cea mai înaltă demnitate militară.
Cu ocazia „Zilei Forțelor Aeriene”, la 20 iulie 2013 a fost avansat la gradul de general-locotenent (cu trei stele). În discursul de la ceremonia de înaintare în grad de la Palatul Cotroceni, președintele în funcție, Traian Băsescu menționa că:
„Am vrut să nu fie o avansare într-o zi oarecare. Propunerea ministrului apărării este făcută de mai bine de trei luni. Am așteptat Ziua Aviației, pentru că este un mod de a arăta recunoștință pentru meseria dumneavoastră, domnule general-locotenent. În același timp, este un moment care eu cred că se cuvine a fi respectat, în primul rând prin dumneavoastră, ca om care provine din aviație.”
La 1 decembrie 2014 a fost înaintat la gradul de general (patru stele), iar la 1 ianuarie 2015 generalul Ștefan Dănilă a predat șefia Statului Major General generalului de infanterie Nicolae Ciucă.

### Alte funcții
După predarea funcției de șef al Statului Major general, la 5 ianuarie 2015, a fost numit Consilier de Stat și șef al Departamentului Apărare la Cancelaria primului-ministru al României, iar din martie 2016 până la 26   iunie 2017 a fost consilierul militar al ministrului apărării naționale.

## Distincții și recunoașteri
Pentru activitatea desfășurată a fost distins cu o serie de ordine, medalii și decorații:
- Ordinul național „Steaua României” în grad de Ofițer
- Ordinul „Virtutea Aeronautică” în grad de Comandor
- Semnul Onorific „În Serviciul Armatei” pentru 15, 20 și 25 de ani
- Emblema Onoarea Armatei României'
- Emblema de Onoare a Statului Major General[4]

Generalul Dănilă a primit de asemenea și o serie de decorații străine:
- Ordinul Legiunea de Onoare în grad de ofițer (Franța)[14]
- Medalia „Consolidarea Frăției de Arme” (Republica Moldova).

În comunicatul Administrației Prezidențiale dat cu ocazia decorării cu ordinul Steaua României se arăta:
„Astfel, în semn de apreciere pentru serviciile deosebite pe care le-au adus Armatei României, pentru rezultatele remarcabile obținute în procesul de instruire, precum și pentru înaltul profesionalism dovedit în executarea misiunilor încredințate, președintele României, domnul Traian Băsescu, a conferit Ordinul Național Steaua României - în grad de Ofițer, cu însemn pentru militari, domnului general-locotenent Dănilă Ștefan Ștefan”.
În anul 2015 i s-a acordă titlul de „Cetățean de onoare al orașului Târgu-Neamț”. 

## Lucrări
- Securitatea aeriană în contextul globalizării (teză de doctorat), Editura Universității Naționale de Apărare „Carol I”, Bucuresti, 2009[5]:p. 9
- Managementul riscului în securitatea aeriană, Editura Militară, București, 2016[16]

## Proiecte
A inițiat, împreună cu trustul de presă Mediafax, proiectul Monitorul Apărării și Securității, lansat în aprilie 2018. De atunci, generalul (r) Ștefan Dănilă participă activ la administrarea proiectului și ca autor al mai multor analize și puncte de vedere publicate.